# Escorpio (cómic)
Escorpio es el nombre de varios personajes de ficción en Marvel Comics. La mayoría de los hombres de usar la identidad Escorpio han sido supervillanos que han sido afiliados al cártel criminal Zodiaco, y en este contexto eran enemigos de los Vengadores y otros superhéroes.

## Historia

### Escorpio (Jake Fury)
Jacob "Jake" Fury nació en la ciudad de Nueva York. Cuando era joven, llegó a resentir de su hermano mayor Nick Fury. Como el escorpión original, que funciona como un espía, terrorista y criminal. Haciendo uso de su identidad secreta como Escorpio, primero luchó contra Nick en una base S.H.I.E.L.D. en Las Vegas. El nuevo, luchó a su hermano en Manhattan, entonces se disfrazó como Nick Fury para infiltrarse en la base S.H.I.E.L.D. de Nueva York, aunque luego se descubrió su verdadera identidad por su hermano. Nick Fury más tarde fue encubierto como Escorpio, y tomó el lugar de su hermano en el Zodíaco, que luchó contra los Vengadores. Disfrazado como Jacque LaPoint, jugó un papel menor en el intento del zodíaco para matar a todos en Manhattan residentes nacidos bajo el signo de Géminis (con excepción de los Géminis del zodíaco). Se intentó de secuestrar a Kyle Richmond, y se enfrentaron a los Defensores. Escorpio construyó un conjunto de miembros android Zodiac para que le sirvan, en su base en Belleville, Nueva Jersey. Sin embargo, su plan fue frustrado por los defensores, y se suicidó a través de una bala autoinfligida herida en la desesperación.
En el arco final de la serie Secret Warriors, se reveló que la muerte de Jake y gran parte de su villanía era parte de un plan a largo juego de Nick Fury. En 1961, Jake Fury fue duplicado por la tecnología antigua (que más tarde se desarrolló y modernizó como de S.H.I.E.L.D. el programa LMD); el mal Jake pasaría a ser el agente conocido como Escorpio. El verdadero Jake, sin embargo, estaba en la cubierta en lo profundo de HYDRA, la cooptación de la identidad de la agente de alto rango conocido como Kraken y la infiltración de los más altos peldaños de la organización y ayudar a su hermano de acarrear su destrucción.

### LMD y Jacques LaPoint
Escorpio fue restablecido más adelante en un androide cuerpo mediante la tecla inteligente, extradimensional del zodiaco de la que sacó su poder. El verdadero Jacques LaPoint se convirtió en el segundo Escorpio y llevó zodiacal hasta que Jake (en su segundo cuerpo androide) lo mató. Se hace pasar por LaPoint, Fury llevó otros once androides temáticas-Zodiac para matar y sustituir el resto de los miembros del zodiaco en humanos, y se hizo cargo de las operaciones delictivas de la organización. Escorpio y los otros androides fueron desactivados cuando fueron transportados a la dimensión de la llave del zodiaco de origen durante una batalla con los Vengadores de la Costa Oeste, y abandonados allí.

### Escorpio Eclíptico
Otro Escorpio fue el líder del equipo Zodiac de Ecliptico que luchó contra Alpha Flight y luego fue masacrado por el equipo Arma X de Malcolm Colcord.

### Escorpio (Mike Fury)
Mike Fury, el hijo ilegítimo de Nick Fury, también ha utilizado la identidad de Escorpio. Mike originalmente creía ser hijo de Jake Fury, y utilizó un duplicado de la llave del zodiaco para la batalla a su padre y Wolverine. Cuando se enteró de que su madre había mentido acerca de su filiación, Mike cambió de bando y se convirtió afiliado con S.H.I.E.L.D. durante varios meses, después de la terapia intensiva. Cuando se le llevó a creer que el Punisher había matado a Nick, persiguió al vigilante que hasta persuadido a dar marcha atrás por sus compañeros de S.H.I.E.L.D. operarios y expulsado de la agencia. Se hace una breve aparición en Secret Warriors, el número 11 como el líder de uno de los secretos equipos independientes de Nick y más tarde es asesinado en una misión.

### Zodiaco de Thanos
El sexto Escorpio es un hombre sin nombre con una cara medio quemada que Thanos reclutó para unirse a su encarnación del Zodiac. Él y los otros miembros del Zodiac perecen cuando Thanos los abandona en el autodestructor Helicarrier, donde Cáncer fue el único sobreviviente.

### Escorpio (Vernon Fury)
Vernon Fury es el nieto de Jacob Fury y el sobrino nieto de Nick Fury. Al contarle las historias sobre la Llave del Zodiac, Vernon planeó saber cuáles son sus secretos.
Cuando llegó a la edad adulta, Vernon Fury asumió el alias de "Vernon Jacobs" y se convirtió en un gran inversor y accionista de Industrias Parker. Con el dinero que obtuvo, formó las diferentes sectas del Zodiac.
Gracias a una premonición de Géminis, piratea un satélite propiedad de S.H.I.E.L.D. que utiliza para mirar en el Museo Británico, donde una piedra rosetta tiene Zodiac Grand Orrery.
Cuando los planetas que se muestran en el Zodiac Grand Orrery se alinean, Escorpio regresó a su base en Francia. Spider-Man rastreó la señal del satélite pirateado hasta el edificio de Vernon Jacobs. Mientras estaba en el Túnel del Canal, transformó a dos miembros de su personal para que se convirtieran en su próximo Cáncer y Leo. Mientras Spider-Man llamó a sus aliados, Escorpio estrelló la transmisión indicando que usará su influencia en Industrias Parker lo suficiente como para que se hunda en el suelo.
En su camino hacia el Observatorio Real en Greenwich, Escorpio transforma a otras dos personas en Piscis y Tauro. En el Observatorio Real, Escorpio coloca el Zodiac Grand Orrery en el meridiano principal allí y realiza un ritual que abre un pasadizo secreto bajo tierra. Spider-Man y sus aliados llegaron para detener a Escorpio. Cuando Escorpio entra por la puerta, ve un año lleno de eventos como Skyspear, la última actividad de Norman Osborn, la trama de Regent, el dispositivo "Nueva U", el regreso del Doctor Octopus, otra guerra civil sobrehumana, y el surgimiento de los monstruos. Tomando a Escorpio desprevenido, Spider-Man golpeó a Escorpio en la puerta y lo encerró. Como Spider-Man sospecha que Escorpio habrá sido teletransportado dentro de un año, esto le daría a S.H.I.E.L.D. tiempo para prepararse para el regreso de Escorpio.

## Poderes y habilidades
Jake Fury poseía un intelecto genio, así como la formación básica del ejército, con un conocimiento superior a la media de combate cuerpo a cuerpo y las técnicas Streetfighting. Como Escorpio, Jake utiliza la clave del zodiaco para aumentar sus capacidades físicas, y adquirir poderes sobrehumanos, como la capacidad de transformar su cuerpo en agua sintiente por breves períodos de tiempo. Escorpio es totalmente dependiente de la clave del zodiaco con el fin de mantener sus poderes sobrehumanos. Él no tiene que estar en contacto físico con ella manejarla. La clave del zodiaco es un objeto de poder de origen extradimensional que se nutre de una energía extradimensional no identificado para una variedad de efectos, incluida la fuerza de conmoción, la electricidad, el magnetismo, la teletransportación, la transformación física, etc. La clave del zodiaco posee la sensibilidad de una especie. Después de la muerte de Jake Fury, la clave del zodiaco empleó su Teatro de Genética de laboratorio para crear un androide de Jake Fury.
Zodiac de Eclíptica tenía una cola de púas que nunca fue utilizado en combate. También esgrimió un arma similar a la clave del zodiaco que se muestra la capacidad de disparar ráfagas de energía y tiene un dispositivo de teletransporte del zodiaco.

## Otras versiones

### Ultimate Marvel
La versión Ultimate Marvel de Escorpio es un alias utilizado por Nick Fury durante el período en que se infiltró para infiltrarse en HYDRA. En la historia, se menciona que el verdadero Escorpio había sido asesinado por Fury y Hawkeye años antes durante un conflicto en el Medio Oriente.

## Adaptaciones a otros medios

### Televisión
- Escorpio aparece en The Avengers: United They Stand, la voz de Wayne Best. Él aparece como un miembro del Zodíaco y la mano derecha de Tauro. Se le representa como un extranjero con mandíbulas de escorpión en la mandíbula, una garra de escorpión de la mano derecha, y una cola de escorpión en la parte posterior de la cabeza. Él puede tomar forma humana y se ha utilizado la identidad de Jake Fury.

- Escorpio aparece en The Super Hero Squad Show con la voz de Kevin Michael Richardson.[21] En el episodio "Desde el Atom ... Surge", Nick Fury se hizo pasar por Escorpio para averiguar lo que el Doctor Doom es la planificación hasta Abominación y MODOK descubrieron que era Furia haciéndose pasar por Escorpio todo el tiempo.

- Escorpio aparece en Marvel Anime: Iron Man, con la voz de Kyle Hebert en el doblaje en inglés. Esta versión se representa como un robot-escorpión. En el episodio "Japón: Introduzca Iron Man", se enfrente a Iron Man en el primer episodio y se destruye después de hacer zodíaco conocido por él. En el episodio "a merced de mis amigos", otro robot Escorpio apareció siendo utilizado por Ho Yinsen para atacar a Tony y Chika Dr. Tanaka en una isla cerca de Japón que se utilizó para relleno sanitario y evitar que bajar. El robot Escorpio es destruido por el capitán Nagato Sakurai usando la armadura Ramón Cero.

- Escorpio aparece en Ultimate Spider-Man, con la voz de Phil Morris.[22] Esta versión se describe como el afroamericano Max Fury, el hermano menor de Nick Fury. 
  - En la primera temporada, el episodio "Solo para tus Ojos", Escorpio y sus soldados Zodiac se han hecho cargo del Helicarrier de S.H.I.E.L.D. como zodiacal de capturar a Spider-Man. Escorpio dice Spider-Man que "Nick Fury está muerto". Escorpio afirma que este es el comienzo de nuevas órdenes del zodiaco en su intento de convencer a Spider-Man que Nick Fury ha mentido. Cuando Spider-Man hizo un comentario sobre el atuendo de Escorpio que lo hace lucir gordo, Escorpio ordena a sus soldados de destruir a Spider-Man. Cuando Spider-Man cae en el Helicarrier, Escorpio ordena a sus soldados para encontrar Spider-Man y asegurarse de que no baje del Helicarrier. Mientras que la localización de los secretos de Nick, Escorpio, Aries dice que encontrar los secretos y luego establecer el Helicarrier en autodestrucción. Al oír la voz de Spider-Man en las rejillas de ventilación, los soldados del zodiaco se preparan para disparar contra el respiradero que Spider-Man se encuentra en Escorpio como lo oye. Escorpio entonces ordena a sus soldados no disparar en la consola. Escorpio a continuación, utiliza la clave para atacar a Spider-Man solo para él para escapar en las rejillas de ventilación. Al enterarse de que Spider-Man es la superestructura, Escorpio envía la parte superior de los soldados del zodiaco. Nick se sumerge en el Helicarrier en el océano y lucha con Escorpio. A Spider-Man confisca la Llave a Escorpio, Nick derrota a Escorpio y descubre que es su hermano Max. Escorpio se escapa en el agua y Nick desactiva la secuencia de autodestrucción.
  - Reaparece en la temporada 2 episodio "La Trampa Familiar", en el que Spider-Man, Power Man y S.H.I.E.L.D. intentan de recuperar el arma clave, para evitar que la creación de un ejército de super soldados. Ellos saben que tiene a los padres de Luke, son Walter y Amanda trabajando para él. Él les dijo que había capturado a su hijo y les prometió su regreso a cambio de ellos trabajando para él. Cuando Spider-Man les reveló que Escorpio estaba mintiendo, se volvieron en contra de Escorpio. Escorpio es derrotado por Spider-Man y Power Man y es arrestado por S.H.I.E.L.D.
  - También aparece de cameo en la tercera temporada, episodio "Concurso de Campeones, parte 1" envuelto en una colección de villanos por el Gran Maestro.